# Тупичівська волость
Тупичівська волость — історична адміністративно-територіальна одиниця Городнянського повіту Чернігівської губернії з центром у селі Великий Щимель.
Станом на 1885 рік складалася з 23 поселень, 20 сільських громад. Населення — 14411 осіб (7277 чоловічої статі та 7134 — жіночої), 2082 дворових господарства.
|                     | Площа, десятин | У тому числі орної, дес. |
| ------------------- | -------------- | ------------------------ |
| Сільських громад    | 20361          | 14465                    |
| Приватної власності | 25511          | 7119                     |
| Іншої власності     | 91             | 65                       |
| Загалом             | 45963          | 21649                    |

Поселення волості:
- Тупичів — колишнє державне та власницьке село за 18 верст від повітового міста, 1913 осіб, 278 дворів, православна церква, школа, постоялий двір, 5 постоялих будинків, 6 лавок, базари по четвергах, 2 ярмарки на рік. За 2 версти — винокурний завод.
- Бурівка — колишнє державне та власницьке село, 889 осіб, 127 дворів, православна церква, постоялий будинок, винокурний завод.
- Великий Листвен — колишнє державне та власницьке село при річці Чибрис, 1486 осіб, 183 двори, православна церква, каплиця, постоялий двір, 2 постоялих будинки, 2 лавки, водяний і 3 вітряних млини, крупорушка, цегельний завод.
- Вихвостів — колишнє державне та власницьке село, 631 особа, 147 дворів, православна церква, 2 постоялих будинки, винокурний завод.
- Дібрівне — колишнє державне та власницьке село, 609 осіб, 110 дворів, православна церква, поштова станція, постоялий двір, 3 постоялих будинки, лавка.
- Звеничів — колишнє державне та власницьке село при болоті Замглай, 456 осіб, 84 двори, православна церква, постоялий будинок.
- Івашківка — колишнє державне та власницьке село, 1984 особи, 269 дворів, православна церква, 2 постоялих будинки, лавка.
- Куликівка — колишнє державне та власницьке село, 1133 особи, 198 дворів, православна церква, постоялий будинок, 2 лавки, 2 вітряних млини.
- Макишин — колишнє державне та власницьке село при річці Снов, 2027 осіб, 273 двори, православна церква, постоялий будинок, лавка.
- Пекурівка — колишнє державне та власницьке село, 931 особа, 131 двір, постоялий будинок.
- Смичин — колишнє державне та власницьке село при річці Чибрис, 731 особа, 112 дворів, православна церква, 2 постоялих двори, 2 постоялих будинки.

1899 року у волості налічувалось 38 сільських громад, населення зросло до 23172 осіб (11760 чоловічої статі та 11412 — жіночої).